# Llista d'alcaldes de Valladolid

Escut de Valladolid

Aquesta és la llista d'alcaldes de la ciutat espanyola de Valladolid, des de 1875 fins a l'actualitat.

## Alcaldes de la Restauració
Durant la Restauració borbònica (1874 a 1931) Valladolid va ser governada pels següents alcaldes:
| Núm. | Alcalde                                | Presa de possessió     | Cessament              | Filiació    |
| ---- | -------------------------------------- | ---------------------- | ---------------------- | ----------- |
| 1    | José Gardoqui Fernández                | 12 d'abril de 1875     |                        | Conservador |
| 2    | Miguel Íscar Juárez                    | 1 de març de 1877      |                        | Gamacista   |
| 3a   | Ramón Pardo Urquiza                    | 14 de febrer de 1881   |                        | Gamacista   |
| 4    | Ramón María Pérez Carrasco             | 1 de juliol de 1881    |                        | Gamacista   |
| 5    | José Sacristán Estival                 | 1 de juliol de 1883    |                        | -           |
| 6    | Eusebio María Chapado López            | 21 de març de 1884     |                        | Conservador |
| 7    | Félix López San Martín                 | 1 de juliol de 1885    |                        | Conservador |
| 8    | Ramiro Velarde de la Mota              | 18 de desembre de 1885 |                        | -           |
| 9a   | Marcelino de la Mota Velarde           | 1 de gener de 1887     |                        | -           |
| 10   | Francisco de las Moras Amo             | 6 d'agost de 1888      |                        | Gamacista   |
| 11   | Saturnino Diez Serrano                 | 13 de novembre de 1890 |                        | Conservador |
| 9b   | Marcelino de la Mota Velarde           | 1 de juliol de 1891    |                        | -           |
| 12   | José Homedo Huidobro                   | 5 de gener de 1893     |                        | Conservador |
| 3b   | Ramón Pardo Urquiza                    | 1 de gener de 1894     |                        | Gamacista   |
| 13a  | Pedro Vaquero Concellón                | 1 de juliol de 1895    |                        | Canovista   |
| 14a  | Mariano González Lorenzo               | 1 de juliol de 1897    |                        | Conservador |
| 15   | Moisés Carballo de la Puerta           | 15 d'octubre de 1897   |                        | Gamacista   |
| 14b  | Mariano González Lorenzo               | 15 de març de 1899     |                        | Silvelista  |
| 16   | Enrique Gavilán Almuzara               | 6 de març de 1901      |                        | Albista     |
| 17   | Alfredo Queipo de Llano                | 1 de gener de 1902     |                        | Liberal     |
| 13b  | Pedro Vaquero Concellón                | 1 de gener de 1904     |                        | Maurista    |
| 18   | Cesáreo González Calleja               | 1 de gener de 1905     |                        | Conservador |
| 19   | Antonio Bujedo Cepeda                  | 1 d'agost de 1905      |                        | Albista     |
| 20   | Manuel Semprún y Pombo                 | 1 de gener de 1906     | 21 de febrer de 1907   | Liberal     |
| 21   | Eduardo Romero Fraile                  | 21 de febrer de 1907   |                        | Maurista    |
| 22a  | Antonio Infante Ansa                   | 1 de juliol de 1909    |                        | Conservador |
| 23   | Augusto Fernández de la Reguera Cortés | novembre de 1909       |                        | Albista     |
| 24   | Eugenio García Solalinde               | desembre de 1910       |                        | Liberal     |
| 25   | Cesár Marcelino Aguirre                | 15 de febrer de 1911   |                        | Albista     |
| 26   | Emilio Gómez Díez                      | 1 de gener de 1912     |                        | Albista     |
| 22b  | Antonio Infante Ansa                   | 27 de novembre de 1913 |                        | Conservador |
| 27a  | Leopoldo Stampa Stampa                 | 2 de gener de 1916     | 22 de juny de 1917     | Albista     |
| 28   | Manuel Carnicer Pardo                  | juny de 1917           |                        | Conservador |
| 27b  | Leopoldo Stampa Stampa                 | desembre de 1917       |                        | Albista     |
| 29   | Luis Gutiérrez López                   | 2 de gener de 1918     |                        | Albista     |
| 30   | Gaspar Rodríguez Pardo                 | febrer de 1919         |                        | Albista     |
| 31a  | Federico Santander Ruiz-Jiménez        | abril de 1920          |                        | Albista     |
| 32   | Antonio Martínez Cabezas               | abril de 1922          |                        | Datista     |
| 33   | Isidoro de la Villa Sanz               | 24 d'octubre de 1922   | 2 d'octubre de 1923    | Albista     |
| 34   | José Morales Moreno                    | 1 d'octubre de 1923    | 16 de gener de 1924    | -           |
| 35   | Blas Sierra Rodríguez                  | 6 d'abril de 1924      | 21 d'abril de 1924     | -           |
| 36   | Nicolás López Serrano                  | 21 d'abril de 1924     | 19 d'octubre de 1924   | -           |
| 37   | Ramón Álvarez del Manzano              | 3 de novembre de 1924  | 11 de desembre de 1924 | -           |
| 38   | Vicente Moliner Vaquero                | 11 de desembre de 1924 |                        | -           |
| 39   | Arturo Illera Serrano                  | 1926                   |                        | -           |
| 40   | Emeterio Guerra Matesanz               | 1930                   |                        | -           |
| 31b  | Federico Santander Ruiz-Jiménez        | 13 de març de 1930     |                        | -           |

## Alcaldes de la Segona República
Durant la Segona República (1931 a 1936), Valladolid va ser governada pels següents alcaldes:
| No. | Alcalde                   | Presa de possessió   | Cessament            | Filiació        |
| --- | ------------------------- | -------------------- | -------------------- | --------------- |
| 41  | Federico Landrove Moiño   | 14 d'abril de 1931   | 9 de gener de 1932   | Socialista/PSOE |
| 42a | Antonio García Quintana   | 11 de gener de 1932  | 6 d'octubre de 1934  | Socialista/PSOE |
| 43  | Mariano Escribano Álvarez | 11 d'octubre de 1934 | 8 de juny de 1935    | Conservador/PRR |
| 44  | Ángel Chamorro Sanz       | 8 de juny de 1935    | 21 de febrer de 1936 | Conservador/PRR |
| 42b | Antonio García Quintana   | 21 de febrer de 1936 | 19 de juliol de 1936 | Socialista/PSOE |

## Alcaldes del Franquisme
Durant la Guerra Civil i el Franquisme (1936 a 1939 i 1939 a 1976), Valladolid va ser governada pels següents alcaldes:
| No. | Alcalde                       | Presa de possessió   | Cessament          |
| --- | ----------------------------- | -------------------- | ------------------ |
| 45  | Florentino Criado Sáenz       | 31 de juliol de 1936 | maig de 1937       |
| 46  | Luis Funoll y Mauro           | maig de 1937         | 1943               |
| 47  | Fernando Ferreiro Rodríguez   | 1943                 | 1949               |
| 48  | José González-Regueral y Jové | 8 de febrer de 1949  | 1957               |
| 49  | José Luis Gutiérrez Semprún   | 24 de març de 1957   | 1961               |
| 50  | Santiago López González       | 4 de febrer de 1961  | 1965               |
| 51  | Martín Santos Romero          | 12 de juny de 1965   | 1971               |
| 52  | Antolín de Santiago y Juárez  | 10 d'agost de 1971   | 22 de març de 1974 |
| 53  | Julio Hernández Díez          | 22 de març de 1974   | 1976               |

## Alcaldes de la Transició
Durant la Transició (1976 a 1979), Valladolid va ser governada pels següents alcaldes :
| No. | Alcalde                        | Presa de possessió   | Cessament            | Filiació    |
| --- | ------------------------------ | -------------------- | -------------------- | ----------- |
| 54  | Francisco Fernández Santamaría | 1 de gener de 1976   | 30 de gener de 1978  |             |
| 55  | Manuel Vidal García            | 31 de gener de 1978  | 19 de febrer de 1979 | Independent |
| 56  | Francisco Bravo Revuelta       | 19 de febrer de 1979 | 20 d'abril de 1979   |             |

## Alcaldes de l'Etapa Constitucional
Durant l'etapa constitucional (1979 fins avui), Valladolid ha estat governada pels següents alcaldes :
| No. | Alcalde                          | Eleccions                                                                                      | Presa de possessió | Cessament          | Filiació             |
| --- | -------------------------------- | ---------------------------------------------------------------------------------------------- | ------------------ | ------------------ | -------------------- |
| 57  | Tomás Rodríguez Bolaños          | 3 d'abril de 1979 8 de maig de 1983 10 de juny de 1987 26 de maig de 1991                      | 20 d'abril de 1979 | 17 de juny de 1995 | Socialdemòcrata/PSOE |
| 58  | Francisco Javier León de la Riva | 28 de maig de 1995 13 de juny de 1999 25 de maig de 2003 27 de maig de 2007 22 de maig de 2011 | 17 de juny de 1995 | En el càrrec       | Dreta política/PP    |